# Leymus triticoides
Leymus triticoides är en gräsart som först beskrevs av Samuel Botsford Buckley, och fick sitt nu gällande namn av Pilg.. Leymus triticoides ingår i släktet strandrågssläktet, och familjen gräs. Inga underarter finns listade i Catalogue of Life.

## Bildgalleri

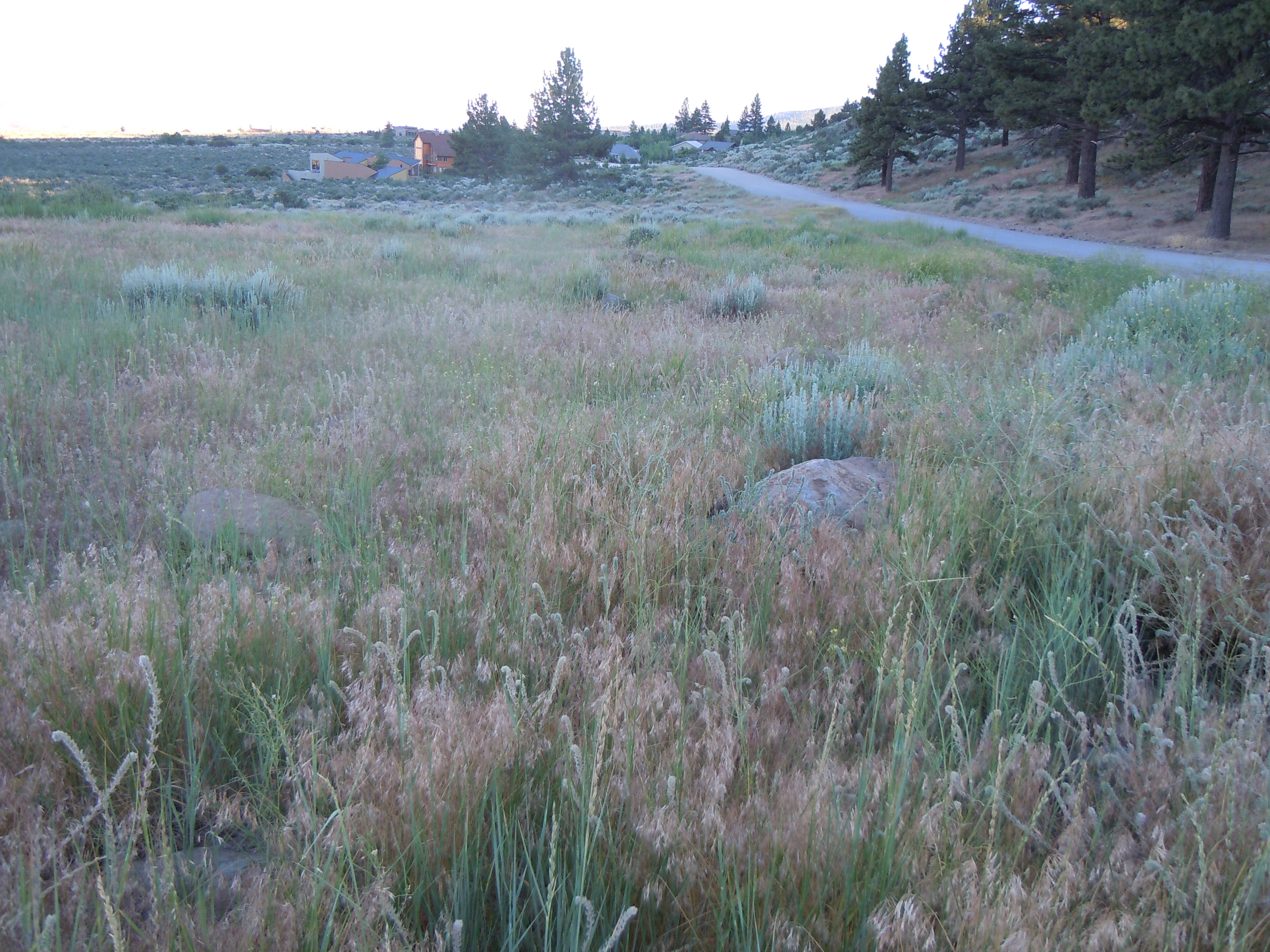
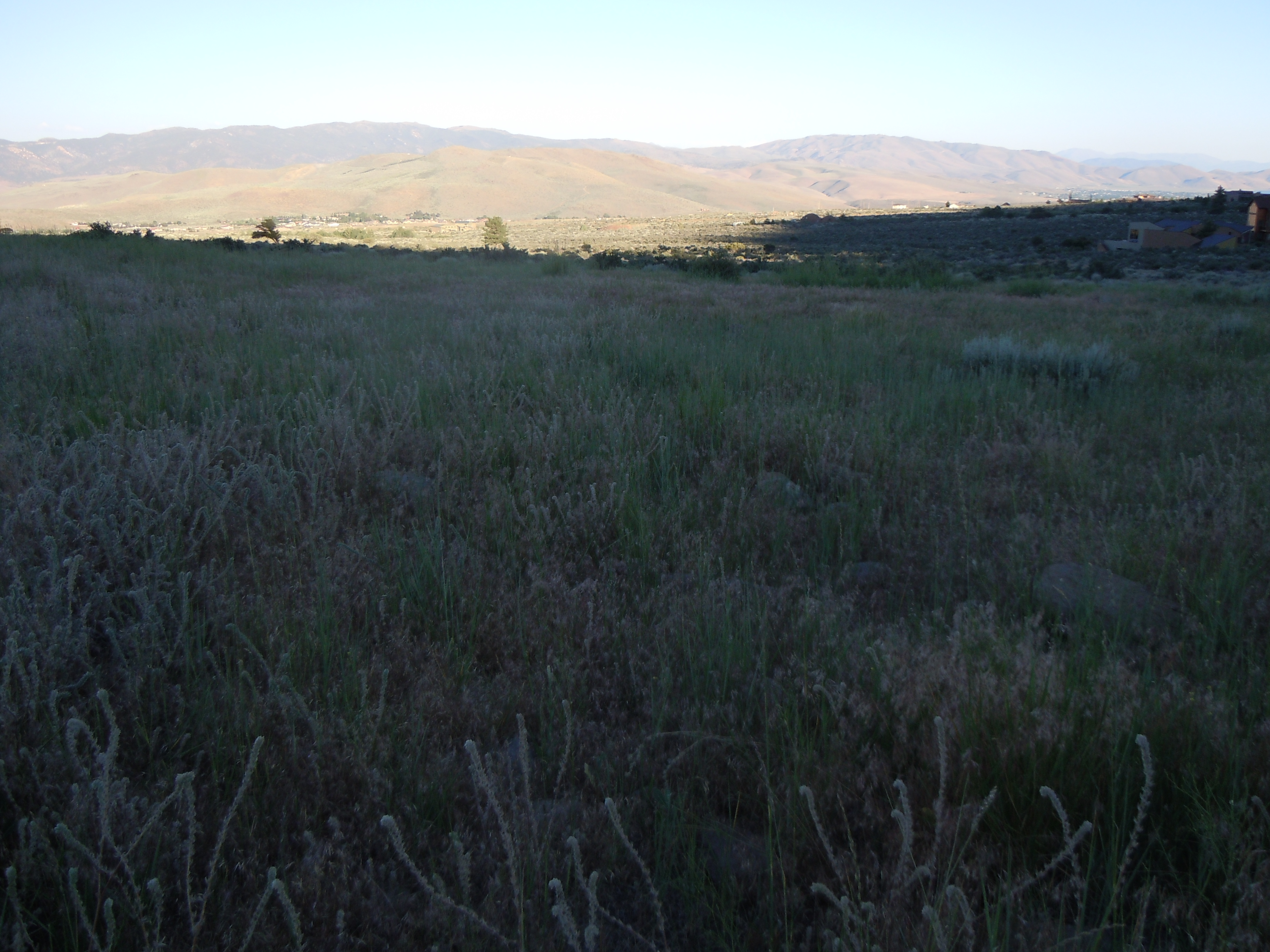
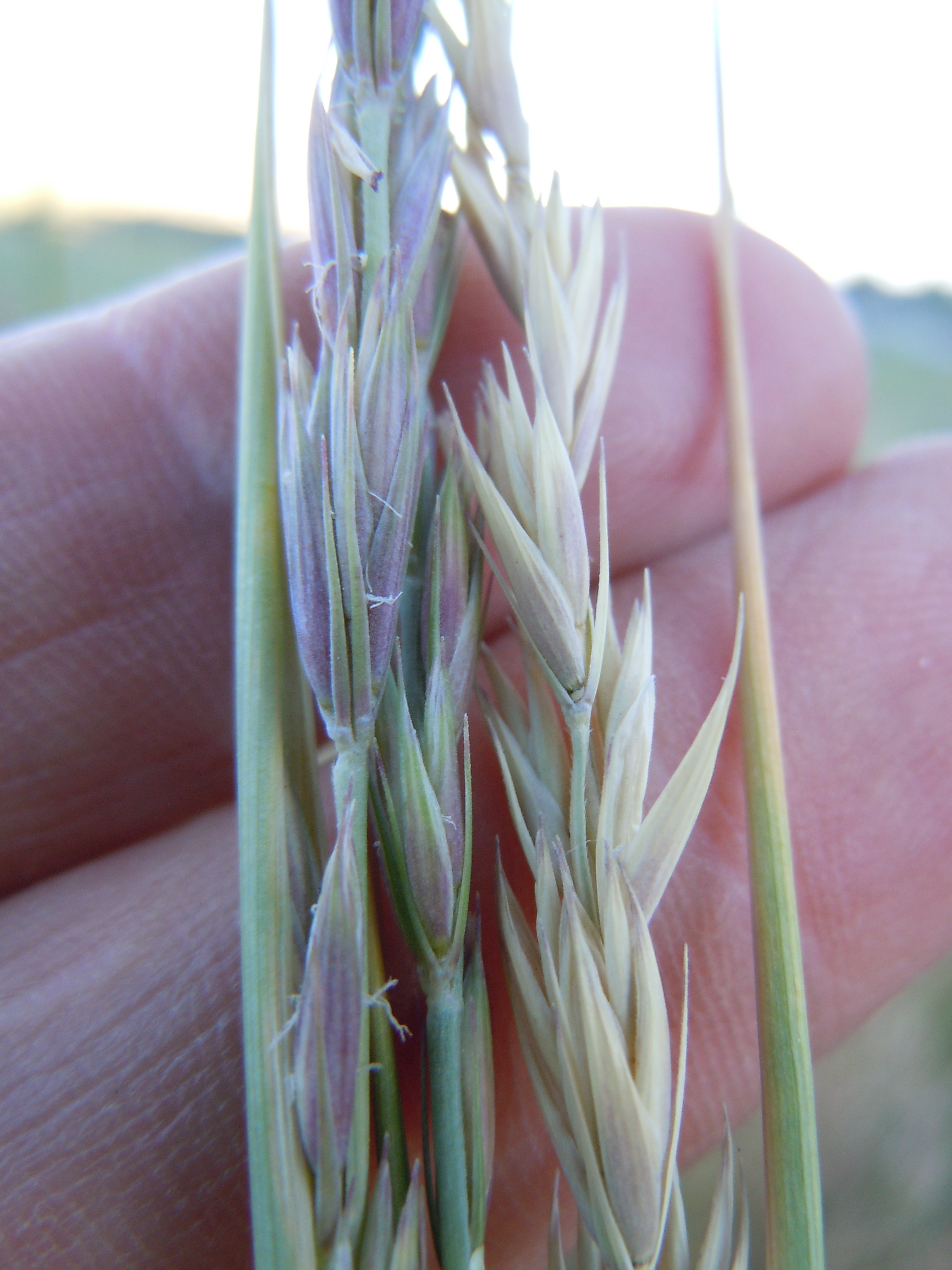
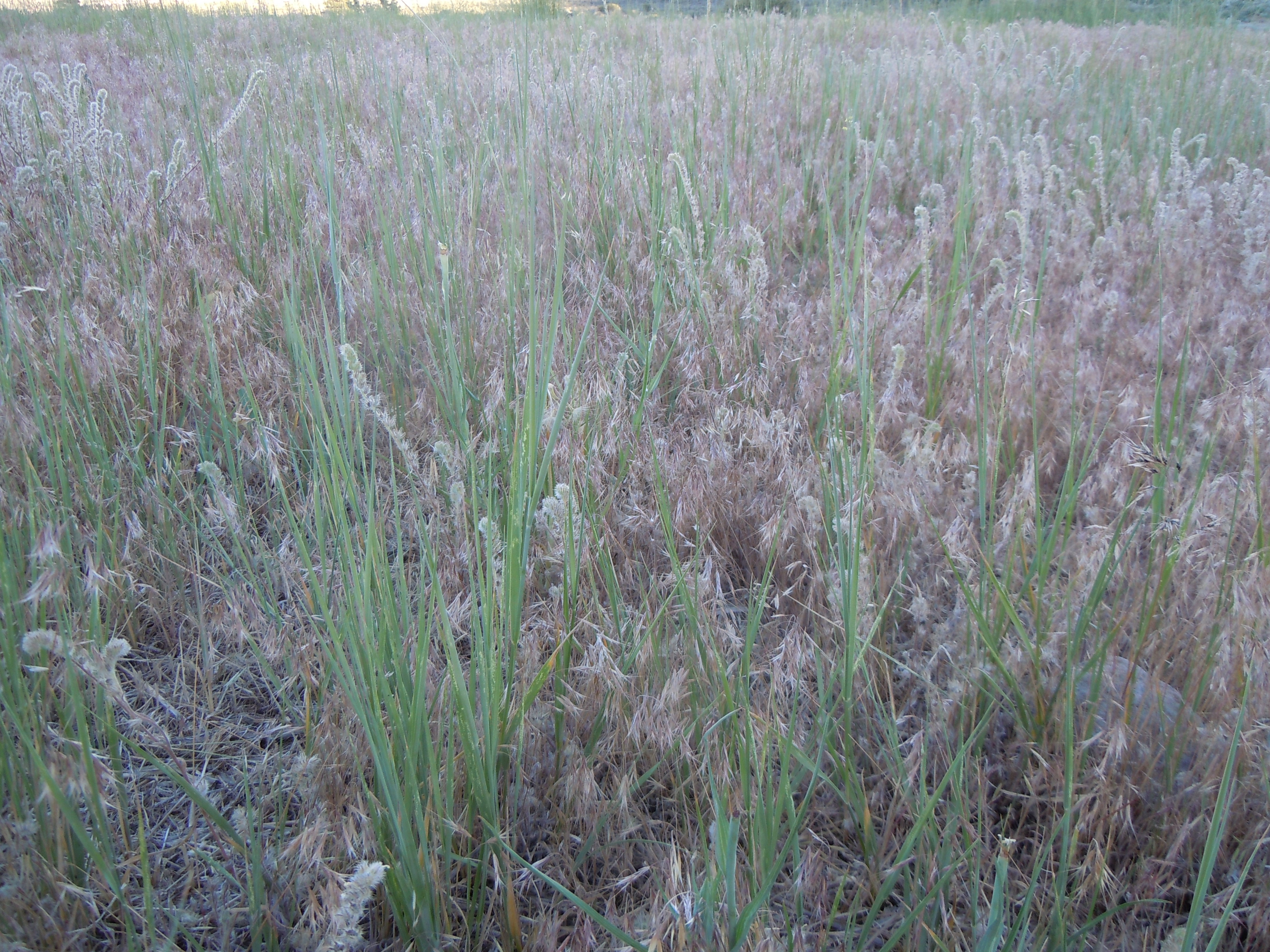